# Cicinnus mexicana
Cicinnus mexicana is een vlinder uit de familie van de Mimallonidae. De wetenschappelijke naam van de soort is voor het eerst geldig gepubliceerd in 1898 door Druce.